# AEZ Zakakiou
El Athlitiki Enosi Zakakiou (en griego: Αθλητική Ένωση Ζακακίου; en español: Asociación Deportiva de Zakaki), es un equipo de fútbol de Chipre que juega en la Segunda División de Chipre, la segunda liga de fútbol más importante del país.

## Historia
Fue fundado en el año 1956 en la localidad de Zakaki, de la capital Limassol y es conocido porque su presidente Stelios Christou es uno de los fundadores del club y ha estado relacionado con el manejo del club desde 1957, pero desde el año 1986 es el presidente de la institución.
El club consiguió su primer ascenso a la Primera División de Chipre luego de terminar en segundo lugar de la segunda categoría en la temporada 2015/16.

## Palmarés
- Tercera División de Chipre: 2

1992/93, 1997/98
- Cuarta División de Chipre: 2

1986/87, 1991/92